# Neja Dvornik
 Neja Dvornik, née le 6 janvier 2001 à Slovenj Gradec, est une  skieuse alpine slovène.

## Biographie
En mars 2019 à Krvavec, elle devient Championne de Slovénie de slalom et de slalom géant.
En mars 2020 à Narvik elle est vice-championne du monde juniors de slalom géant.
Au cours de la saison 2020-2021, elle marque ses premiers points en Coupe du monde et son meilleur résultat est la 21e place du slalom géant de Kranjska Gora. En février 2021 elle prend la 21e place des championnats du monde (seniors) de slalom géant à Cortina d'Ampezzo. Début mars à Bansko elle prend la 3e place du slalom géant des championnats du monde juniors.
En février 2022, elle est sélectionnée pour disputer ses premiers Jeux olympiques, à Pékin (abandon en slalom). Puis elle décroche son premier podium en Coupe d'Europe, en prenant la 2e place du géant de Maribor. Enfin, elle obtient 3 tops-20 en slalom de Coupe du monde 2021-2022.
En janvier 2023, elle obtient son meilleur résultat de sa saison de coupe du monde avec la 12e place du géant de Kronplatz. En février, elle participe à ses troisièmes championnats du monde, à Méribel. Elle y prend la 17e place du parallèle et la 21e du slalom. Fin mars elle est sacrée championne de Slovénie de slalom géant à Kranjska Gora.
Elle obtient son premier top-10 en coupe du monde en se classant 10e du slalom de Jasna en janvier 2024. En mars elle décroche une superbe 4e place dans le slalom de coupe du monde de Saalbach. Elle termine la saison à la 18e place de la coupe du monde de slalom géant.
Au cours de la saison 2024-2025 elle signe 3 tops-10 en géant avec une 6e place dans l'épreuve des finales de Sun Valley comme meilleur résultat. Elle participe en février 2025 à ses quatrièmes championnats du monde à Saalbach où elle se classe 21e du slalom géant. Elle termine sa saison à la 13e du classement de la coupe du monde de géant.

## Palmarès

### Jeux olympiques
| Épreuve / Édition | Slalom  |
| JO 2022 Pékin     | Abandon |

### Championnats du monde
| Édition / Epreuve               | Descente | Super G | Slalom géant | Slalom  | Combiné | Parallèle | Team event |
| Mondiaux 2019 Åre               | -        | -       | 34e          | Abandon | -       | -         | -          |
| Mondiaux 2021 Cortina d'Ampezzo | -        | -       | 21e          | Abandon | -       | -         | -          |
| Mondiaux 2023 Méribel           | -        | -       | 27e          | 21e     | -       | -         | 13e        |
| Mondiaux 2025 Saalbach          | -        | -       | 21e          | Abandon | -       | -         | -          |

### Coupe du monde
- Meilleur classement général : 33e en 2024-2025 avec 259 points
- Meilleur classement de slalom géant : 13e en 2024-2025 avec 164 points
- Meilleur classement de slalom : 18e en 2023-2024 avec 159 points
- 6 tops-10
- Meilleur résultat sur une épreuve de Coupe du monde de slalom géant : 6e à Sun Valley le 25 mars 2025
- Meilleur résultat sur une épreuve de Coupe du monde de slalom : 4e à Saalbach le 16 mars 2024

#### Classements
| Saison / Épreuve | Saison / Épreuve | Général | Général | Descente | Descente | Super G | Super G | Slalom géant | Slalom géant | Slalom | Slalom | Combiné | Combiné | Parallèle | Parallèle |
| ---------------- | ---------------- | ------- | ------- | -------- | -------- | ------- | ------- | ------------ | ------------ | ------ | ------ | ------- | ------- | --------- | --------- |
| Saison / Épreuve | Saison / Épreuve | Class.  | Points  | Class.   | Points   | Class.  | Points  | Class.       | Points       | Class. | Points | Class.  | Points  | Class.    | Points    |
| 2021             | 2021             | 95e     | 21      | -        | -        | -       | -       | 41e          | 18           | 53e    | 3      | -       | -       | -         | -         |
| 2022             | 2022             | 80e     | 52      | -        | -        | -       | -       | 46e          | 12           | 32e    | 40     | -       | -       | -         | -         |
| 2023             | 2023             | 61e     | 86      | -        | -        | -       | -       | 38e          | 22           | 33e    | 64     | -       | -       | -         | -         |
| 2024             | 2024             | 42e     | 214     | -        | -        | -       | -       | 32e          | 55           | 18e    | 159    | -       | -       | -         | -         |
| 2025             | 2025             | 33e     | 259     | -        | -        | -       | -       | 13e          | 164          | 20e    | 95     | -       | -       | -         | -         |

### Championnats du monde juniors
| Épreuve / Édition          | Descente | Super G | Slalom géant | Slalom | Combiné | Team event |
| Mondiaux 2018 Davos        | -        | -       | 32e          | 17e    | -       | -          |
| Mondiaux 2019 Val di Fassa | -        | -       | 4e           | 4e     | -       | -          |
| Mondiaux 2020 Narvik       | -        | 17e     | Argent       | annulé | 7e      | annulée    |
| Mondiaux 2021 Bansko       | annulé   | 7e      | Bronze       | 7e     | annulé  | annulé     |

### Coupe d'Europe
Meilleurs résultats : 16 tops-10 dont 2 podiums
- 2e du slalom géant de Maribor le 12 février 2022
- 3e du slalom géant de Maribor le 10 février 2023

#### Classements
| Saison / Épreuve | Saison / Épreuve | Général | Général | Descente | Descente | Super G | Super G | Géant  | Géant  | Slalom | Slalom | Combiné | Combiné |
| ---------------- | ---------------- | ------- | ------- | -------- | -------- | ------- | ------- | ------ | ------ | ------ | ------ | ------- | ------- |
| Saison / Épreuve | Saison / Épreuve | Class.  | Points  | Class.   | Points   | Class.  | Points  | Class. | Points | Class. | Points | Class.  | Points  |
| 2019             | 2019             | 22e     | 335     | -        | -        | -       | -       | 16e    | 174    | 15e    | 160    | -       | -       |
| 2020             | 2020             | 51e     | 141     | -        | -        | -       | -       | 33e    | 48     | 23e    | 93     | -       | -       |
| 2021             | 2021             | 16e     | 281     | -        | -        | -       | -       | 15e    | 173    | 23e    | 108    | -       | -       |
| 2022             | 2022             | 28e     | 255     | -        | -        | -       | -       | 8e     | 219    | 45e    | 36     | -       | -       |